# Polwarth Church

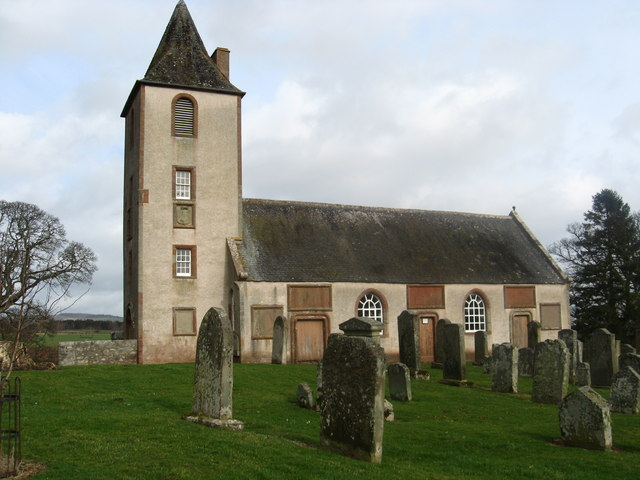
Polwarth Church

Die Polwarth Church, auch Polwarth Kirk, ist ein Kirchengebäude nahe dem schottischen Weiler Polwarth in der Council Area Scottish Borders. 1971 wurde das Bauwerk in die schottischen Denkmallisten in der höchsten Denkmalkategorie A aufgenommen.

## Geschichte
In der Kirche findet sich eine lateinische Inschrift, welche die Kirchengeschichte auf ein Vorgängerbauwerk aus dem 9. Jahrhundert zurückführt. Es existieren jedoch keine belastbaren Belege für einen Kirchenbau am Standort um diese Zeit. Der früheste bekannte Beleg stammt aus dem Jahre 1242 als David of Bernham ein Kirchengebäude in Polwarth dem Heiligen Mungo widmete. Um 1378 ließ John St. Clair of Herdmanston die Kirche renovieren. Ungewöhnlicherweise für eine einfache Kirche dieser Größe war das Bauwerk mit einer Gruft ausgestattet. Diese nutzte Patrick Hume, 1. Baronet als Versteck nach der gescheiterten Rye-House-Verschwörung.
Nachdem das Gebäude jahrzehntelang nicht gepflegt wurde, verfügte Patrick Hume, zwischenzeitlich zum ersten Earl of Marchmont erhoben, einen Kirchenneubau am selben Standort. Die Kirche sollte im Wesentlichen nachgebaut, jedoch um einen Glockenturm ergänzt werden. Obschon er in derselben Bauphase wie der Glockenturm entstanden sein könnte, scheint der Nordflügel erst im Laufe des 19. Jahrhunderts hinzugefügt worden zu sein. 1928 wurde der Innenraum renoviert. Im Jahre 2005 wurde die zur presbyterianischen Church of Scotland gehörende Polwarth Church redundant und obsolet und steht seitdem leer.

## Nachreformatorische Pfarrer bis 1882
- Adam Hume (1567–1593)
- Alexander Gaittis (1593–1603)
- Alexander Cass (1604–1651)
- David Robertson (1652–1663)
- George Holiwell (1664–1704)
- Archibal Borthuik (1709–1727)
- John Hume (1727–1734)
- William Home (1735–1758)
- Alexander Hume (1758–1768)
- Robert Home (1768–1838)
- Walter Home (1838–1881)
- Charles James Watt (ab 1882)

(Quelle:)